# Bracteola anthracina
Bracteola anthracina är en tvåvingeart som beskrevs av Richter 1972. Bracteola anthracina ingår i släktet Bracteola och familjen parasitflugor. Inga underarter finns listade i Catalogue of Life.